# 松竹伸幸
松竹 伸幸（まつたけ のぶゆき、1955年 - ）は、日本のジャーナリスト、編集者。かもがわ出版編集主幹。元・かもがわ出版編集長、元・日本共産党中央委員会勤務員。
日本平和学会会員、日本ジャーナリスト会議出版部会世話人。専門は外交・安全保障。
自衛隊を活かす:21世紀の憲法と防衛を考える会事務局長、国際刑事法典の制定を国会に求める会事務局長を務める。

## 経歴・人物
1955年、長崎県西海市生まれ。父親は炭鉱労働者。閉山のため東京、神戸に移住。兵庫県立神戸高等学校を経て、一橋大学経済学部・一橋大学社会学部卒業。全日本学生自治会総連合（全学連）委員長を務め、学費値上げ反対闘争を率いた。大学の経済学部卒業後の社会学部への学士入学は全学連での活動継続が主目的だったため、入学試験での面接ではどう回答するか苦労したという。
日本民主青年同盟（民青同盟）役員、日本共産党国会議員秘書、政策委員、政治・外交委員会副責任者、安保外交部長を歴任。2001年7月の第19回参議院議員通常選挙に比例区から立候補、落選。
党月刊誌『議会と自治体』2005年4月号に、論文「9条改憲反対を全国民的規模でたたかうために」を寄稿。いわゆる自衛隊活用論をめぐって、幹部会委員長志位和夫から批判を受け、政策委員長小池晃らと1か月近く議論した。意見の相違は埋まらなかったものの、同論文中に自衛隊が違憲と明記されていない点では合意し、同誌翌月号に自己批判文を掲載した。
2006年、日本共産党中央委員会勤務員を退職、かもがわ出版に入社した。改憲的護憲論を主張し、護憲派の立場からジャーナリストとして活動する。
2013年11月、かもがわ出版編集長を退任し、同編集主幹に就任。
2023年2月、自著『シン・日本共産党宣言』とそれをめぐる言動が、党首公選制導入、自衛隊合憲・日米安保条約堅持を主張し分派活動を行なったものだと見なされ、日本共産党から「党内に派閥・分派はつくらない」「党に敵対する行為はおこなわない」「党の決定に反する意見を、勝手に発表することはしない」などの党の規約の規定を踏みにじる重大な規律違反とされ、除名された。
この除名処分に関して、朝日新聞は同月8日の社説で「党のあり方を真剣に考えての問題提起を、一方的に断罪するようなやり方は、異論を許さぬ強権体質としか映るまい」と批判し、産経新聞もコラム「産経抄」で朝日の意見に「めったにないことだが心から賛同する」と述べた。志位和夫などの党幹部はこの論説に対し「まさに党の自主自立的な運営に対する乱暴な介入であり、干渉であり、攻撃だと私たちは断じざるを得ない。これを日本の大手新聞がやっているのは由々しきことだと言いたい」と処分の正当性を主張した。
同年8月9日、除名の撤回を求め、2024年1月の党大会での再審査を請求する考えを明らかにした。記者会見で松竹は「私が綱領や規約に反していることはあり得ない。私を批判している党の指導部が間違っているのだと強く思った」と語った。その後、松竹より2023年11月1日付で除名処分の撤回を求める「再審査請求書」が提出された。
2024年1月15日から開催された第29回党大会では、2日目の同月16日に山下芳生幹部会副委員長から「松竹伸幸氏の除名処分再審査についての報告」がなされ、「（松竹側から）『除名処分決定文』のなかで除名理由とされたことについて、まったく反論できないこと」「（松竹は）処分を決定する会議に出席し、意見をのべる権利を行使しなかった」ことなどを理由に「処分は党規約にもとづいて適正な手続きで行われており、何ら瑕疵はない」として、松竹の除名処分撤回の請求を却下したことが報告された。
同年3月7日、除名処分は違法だとして党員の地位確認を求め東京地裁に提訴した。党の機関紙「しんぶん赤旗」の記事で名誉が毀損されたとして550万円の損害賠償も求めている。

## 著作

### 単著
- 『「基地国家・日本」の形成と展開』新日本出版社、2000年4月
- 『「集団的自衛権」批判』新日本出版社、2001年12月
- 『反戦の世界史 国際法を生みだす力』新日本出版社、2003年5月
- 『ルールある経済社会へ』新日本出版社、2004年2月
- 『9条が世界を変える』かもがわ出版、2005年3月
- 『靖国問題と日本のアジア外交』大月書店、2006年6月
- 『平和のために人権を 人道犯罪に挑んだ国連の60年』文理閣、2007年8月
- 『レーニン最後の模索 社会主義と市場経済』大月書店、2009年4月
- 『マルクスはどんな憲法をめざしたのか』大月書店、2010年3月
- 『幻想の抑止力 沖縄に海兵隊はいらない』かもがわ出版、2010年6月
- 『憲法九条の軍事戦略』平凡社新書679、平凡社、2013年4月
- 『集団的自衛権の深層』平凡社新書696、平凡社、2013年9月
- 『日本の領土問題を考える 領土を考える 2』かもがわ出版、2013年2月
- 『13歳からの領土問題』かもがわ出版、2014年10月
- 『慰安婦問題をこれで終わらせる。 理想と、妥協する責任、その隘路から。』小学館、2015年4月
- 『歴史認識をめぐる40章』かもがわ出版、2015年9月
- 『「日本会議」史観の乗り越え方』かもがわ出版、2016年9月
- 『対米従属の謎:どうしたら自立できるか』平凡社新書、2017年
- 『北朝鮮問題のジレンマを「戦略的虚構」で乗り越える』あおぞら書房、2019年2月
- 『日韓が和解する日: 両国が共に歩める道がある』かもがわ出版、2019年10月
- 『安倍政権は「倒れた」が「倒した」のではない : 野党共闘の可能性を探る』かもがわ出版、2020年10月
- 『〈全条項分析〉日米地位協定の真実』集英社新書、2021年2月
- 『13歳からの日米安保条約 戦争と同盟の歴史の中で考える』かもがわ出版、2021年10月
- 『「異論の共存」戦略 分断を対話で乗り越える』晶文社、2021年10月
- 『シン・日本共産党宣言 ヒラ党員が党首公選を求め立候補する理由』文春新書、2023年1月
- 『不破哲三氏への手紙 日本共産党をあなたが夢見た21世紀型に』宝島社新書、2023年8月

### 共著・編著・監修
- 編著『日本国憲法は「時代遅れ」か? 九条が武力紛争に挑む』学習の友社、2008年4月
- 編著『これならわかる日本の領土紛争 国際法と現実政治から学ぶ』大月書店、2011年8月
- 石川巌、大久保康裕、松竹伸幸著『オスプレイとは何か 40問40答』かもがわ出版、2012年9月
- 監修『世界の紛争と領土問題 領土を考える 3』かもがわ出版、2013年3月
- 編著『集団的自衛権の焦点「限定容認」をめぐる50の論点』かもがわ出版、2014年6月
- 井上淳一ほか著『国と東電の罪を問う 私にとっての福島原発訴訟』かもがわブックレット199、かもがわ出版、2015年2月
- 伊勢崎賢治、伊藤真、松竹伸幸、山尾志桜里共著『9条「加憲」案への対抗軸を探る』かもがわ出版、2018年7月
- 内田樹 編著『街場の日韓論 (犀の教室)[23]』晶文社、2020年4月
- 木村朗 監修『終わらない占領との決別』かもがわ出版、2022年3月